# Antonov An-26
L'Antonov An-26 (in cirillico Антонов Ан-26, nome in codice NATO Curl) è un bimotore a turboelica da trasporto leggero ad ala dritta progettato dall'OKB 153 diretto da Oleg Konstantinovič Antonov e sviluppato in Unione Sovietica negli anni settanta.
Sviluppato dal precedente An-24 fu progettato per un uso principalmente militare dotandolo di un ampio portellone di carico posteriore che funge anche da rampa. Fu impiegato negli anni successivi dalla Sovetskie Voenno-vozdušnye sily (VVS), l'Aeronautica militare sovietica, e da numerose forze aeree del Patto di Varsavia che ancora oggi hanno esemplari in servizio. Ne fu ricavata anche una versione civile, tuttora operativa con diverse compagnie aeree cargo.
Dall'An-24 fu ricavata una versione da aerofotogrammetria, denominata An-30 (nome in codice NATO Clank), dotata di vari strumenti fotografici applicati nel muso e un laboratorio interno per lo sviluppo delle fotografie. Un successivo sviluppo diede origine al successore, l'An-32.
L'An-26 ha anche una versione prodotta senza licenza dall'azienda cinese Xian Aircraft Factory denominata inizialmente Y-14 e successivamente ridenominata Y-7 che diede origine ad una serie di varianti multiuso.

## Storia

### Sviluppo
L'An-26 fu progettato come velivolo da trasporto tattico a corto raggio, della stessa classe del G.222, basandosi sulle precedenti esperienze acquisite sull'Antonov An-24, velivolo da trasporto passeggeri e merci, usato per lo più per esigenze civili. Dell'An-24 fu progettata una versione con portellone di carico per materiali, l'An-24T; in seguito gli osservatori occidentali si resero conto che questa versione era un progetto nuovo, che entrò in servizio negli anni settanta come complemento di aerei più grandi e dalle maggiori capacità di carico già in linea e come sostituto degli Il-14.

### Impiego operativo
Il primo volo dell'An-26 avvenne nel 1960, mentre nel 1963 iniziarono le consegne alla compagnia aerea da trasporto civile Aeroflot.
A partire dal 1969 fu sviluppata una nuova versione militare da trasporto tattico a corto raggio denominata Curl-A.Tale versione, che venne prodotta fino al 1985 in 1410 esemplari per varie forze armate, fu il primo velivolo sovietico da trasporto ad avere la stiva completamente pressurizzata.
Nel corso degli anni alcuni Curl-A furono modificati per la guerra elettronica, denominati An-26RTR Curl-B. Successivamente furono costruite versioni speciali per il controllo degli incendi (An-26P), per il monitoraggio della banchisa polare (AN-16 BRL) e per le calibrazioni aeronautiche (AN-26L). Di particolare rilievo sono le versioni S utilizzate dalle aeronautiche della Angola e del Mozambico con il ruolo di contro-guerriglia, essendo stati dotati di piloni per bombe. Altri velivoli della versione S furono adattati dall'aeronautica dell'Afghanistan per lanciare cariche chaff.
Il 28 settembre 2009 gli aerei Antonov An-26 e Antonov An-26B sono stati certificati dall'ЕАSА (Еuropean Aviation Safety Agency) secondo FAR-25, FAR-33, FAR-35 del capitolo IV della ICAO e ТSO-с77. Attualmente nel mercato dell'Unione europea sono presenti 17 Antonov An-26, nelle compagnie aeree ungheresi, lettone e lituane e della tedesca DHL. La certificazione degli aerei è stata effettuata su richiesta della Antonov ASTC del 18 dicembre 2006.
Tra il 1982 e il 2007 l'AN-26 ha subito 19 incidenti in varie zone del mondo.

## Descrizione tecnica
Bimotore da trasporto tattico a corto raggio, con due motori sulle ali, in posizione alta rispetto alla fusoliera. I piani di coda sono relativamente convenzionali ma, rialzati, consentono lo spazio per una rampa di carico più grande ed efficiente di quella dell'An-24T, per caricare dai pianali dei camion, ed un uso efficiente per lanciare paracadutisti.
Il vano di carico ha rotaie per movimentare colli da due tonnellate ed un paranco elettrico di sollevamento. Un convogliatore meccanico è sistemato sul pavimento della cabina, mentre a lato vi sono sedili per 38-40 paracadutisti o truppe. Un altro tipo di trasformazione consente di usarlo come aeroambulanza per 24 barelle. Il vano di trasporto è pressurizzato, caratteristica rara in un trasporto tattico militare.
Il posto di pilotaggio è incassato nella parte anteriore della fusoliera, tra le ali alte e il vano del muso, dove vi è il radar meteorologico, con oblò rotondo su ciascun lato.
Il carrello d'atterraggio è basso, dotato di una larga carreggiata, e rientra nel muso e nelle gondole motori.
Quella a destra ospita, oltre a una delle due turboeliche AI-24 da 2800 CV, anche una piccola turbina ausiliaria Tumnansky R-19 da 900 kg di spinta, impiegata per fornire potenza elettrica, ma anche per aumentare la potenza disponibile ed incrementare le prestazioni ad alta quota o durante il decollo.
Anche il precedente An-24 aveva quest'asimmetrica configurazione, per cui gli Antonov sono in realtà trimotori. Per superare questo curioso compromesso tecnico sarebbero poi arrivati, con l'An-32, motori da 5500 cv.

## Versioni
Dal 1981 entrò in servizio la versione An-26B, dotata di un sistema di movimentazione rapida per carichi di 5500 kg in tre colli, controllabile da due uomini a bordo.
Un'altra variante derivata (secondo alcune fonti, però, dall'An-24) è l'Antonov An-30 Cline, uno dei pochi velivoli progettato esclusivamente per i rilievi aerofotogrammetrici e caratterizzato da una struttura ridisegnata, dotata di un abitacolo rialzato ed un muso vetrato, con una struttura per un navigatore, un laboratorio di sviluppo per le pellicole e cinque camere fotografiche. Fu prodotto dal 1974 in pochi esemplari per l'Aeroflot e la Romania.

### Dettaglio versioni e varianti

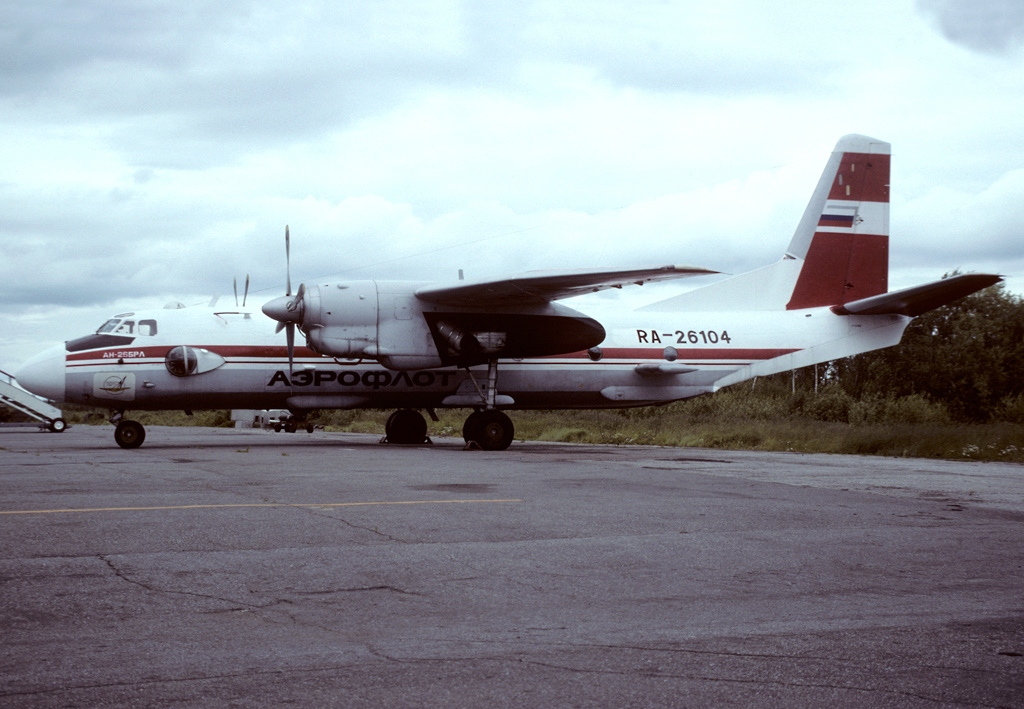
Un Antonov An-26BRL

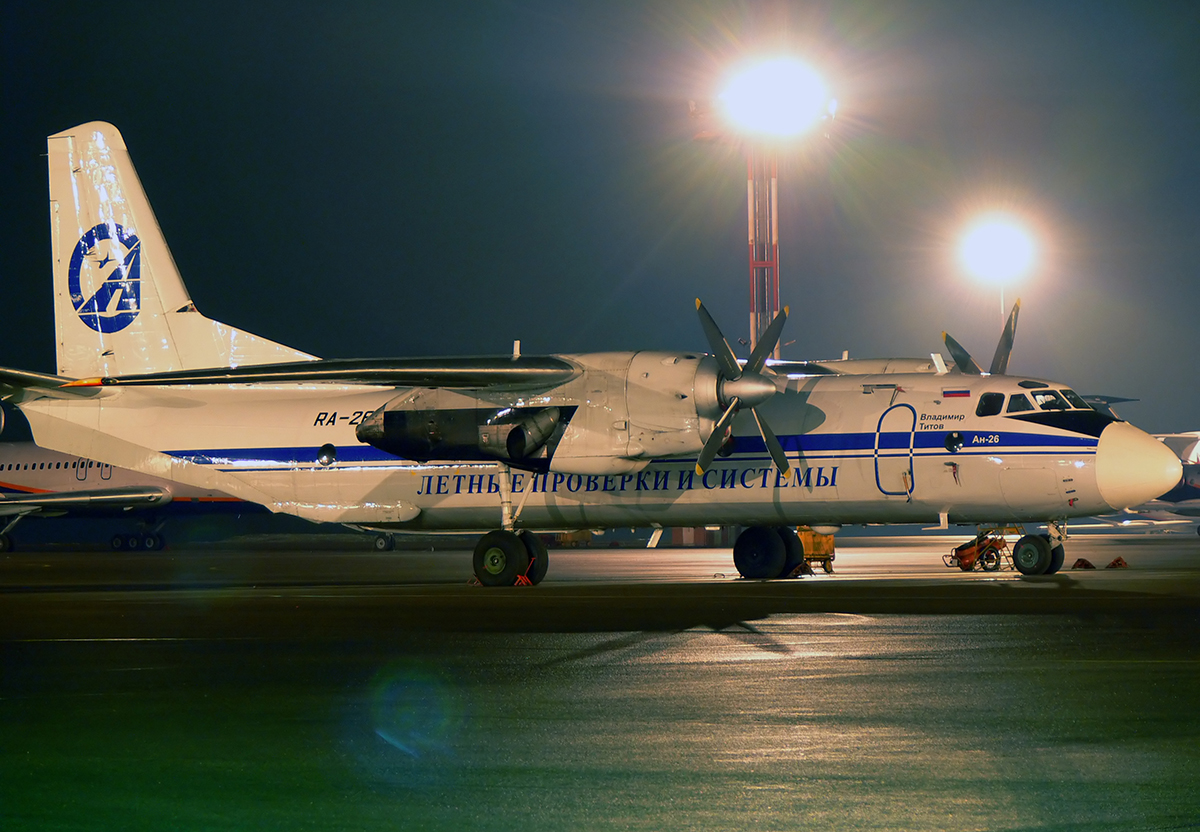
Un Antonov An-26L

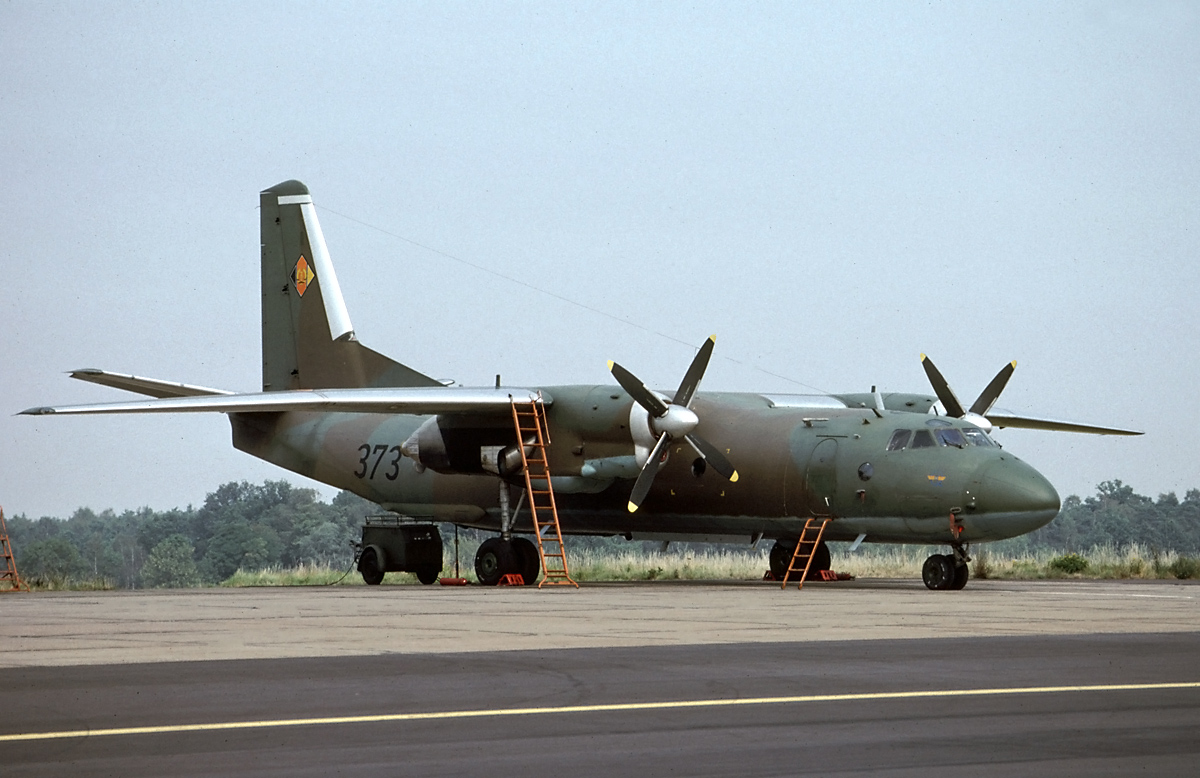
Un An-26M

An-26 Curl-A
versione iniziale bimotore turboelica da trasporto tattico ad uso militare.
An-26B
nuova versione introdotta nel 1981, equipaggiata con un sistema di cinture avvolgibili per lo stivaggio del carico e che rientrano nella fusoliera se non utilizzate. Venne inoltre adottata una motorizzazione più potente basata su 2 turboelica ZMDB Progress (Ivchyenko) Al-24VT.
An-26BRL
versione da ricerca sul ghiaccio.
An-26L
versione per calibrazioni aeronautiche.
An-26M
versione aeroambulanza.
An-26P
versione per la lotta aerea antincendio.
An-26RTR Curl-B
versione specifica per la guerra elettronica, ELINT e SIGINT.
An-26ST
versione realizzata sulle particolari specifiche richieste dalla tedesca dell'est Luftstreitkräfte und Luftverteidigung der Deutschen Demokratischen Republik.

### Varianti estere
Y-7H
versione cinese da trasporto militare tattico.
Y-7-500
versione cinese da trasporto ad uso civile.

## Utilizzatori

### Civili

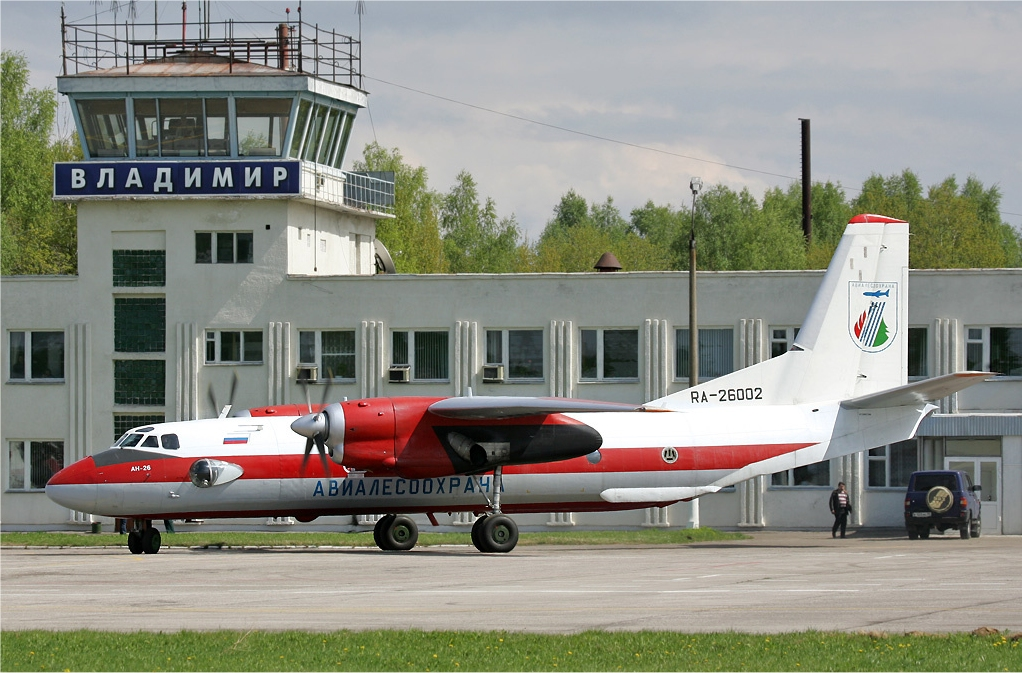
Antonov An-26 della russa Avialesochrana all'aeroporto di Vladimir, in Russia.

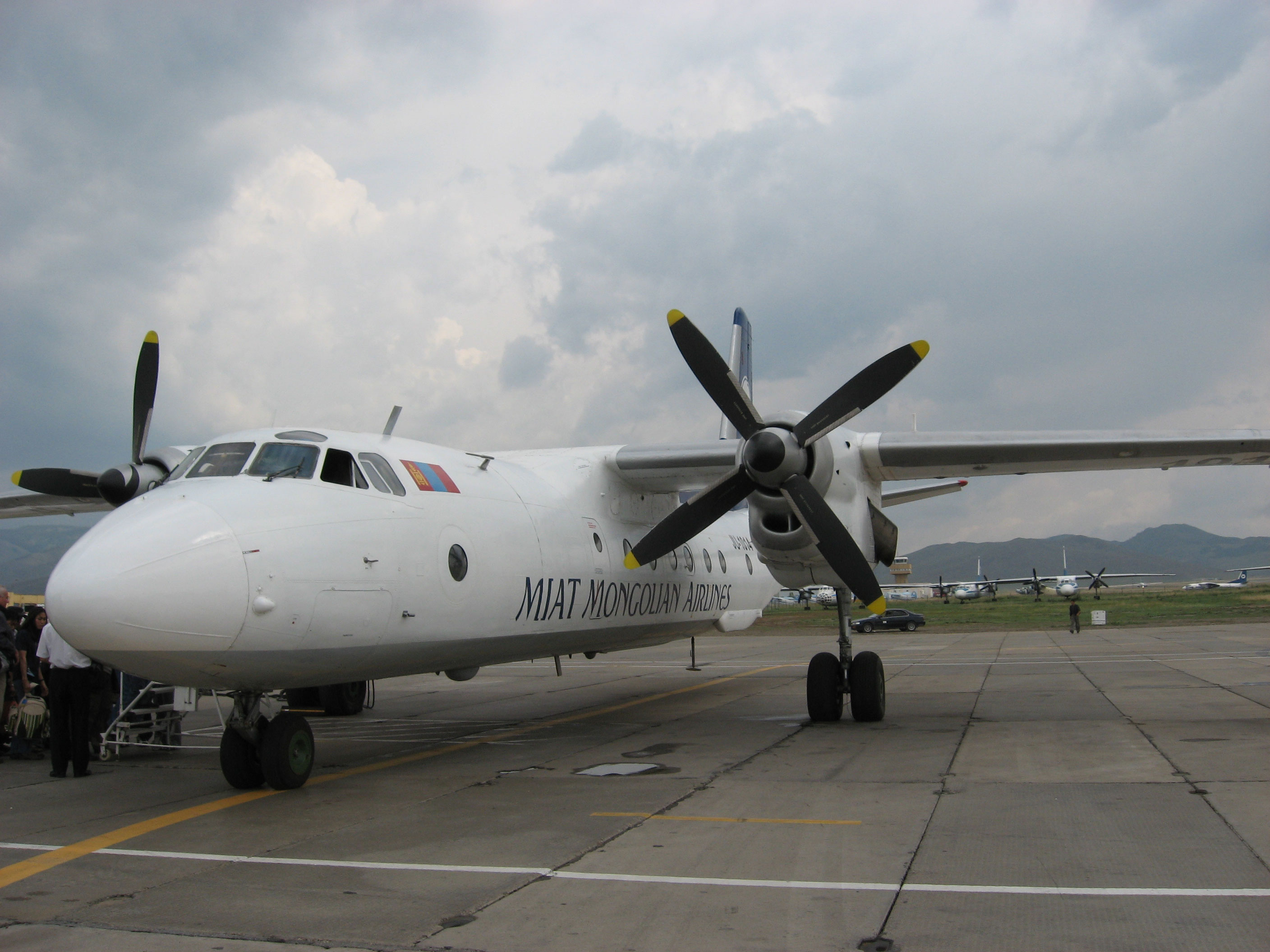
Antonov An-26 della mongola MIAT Mongolian Airlines all'Chinggis Khaan International Airport.

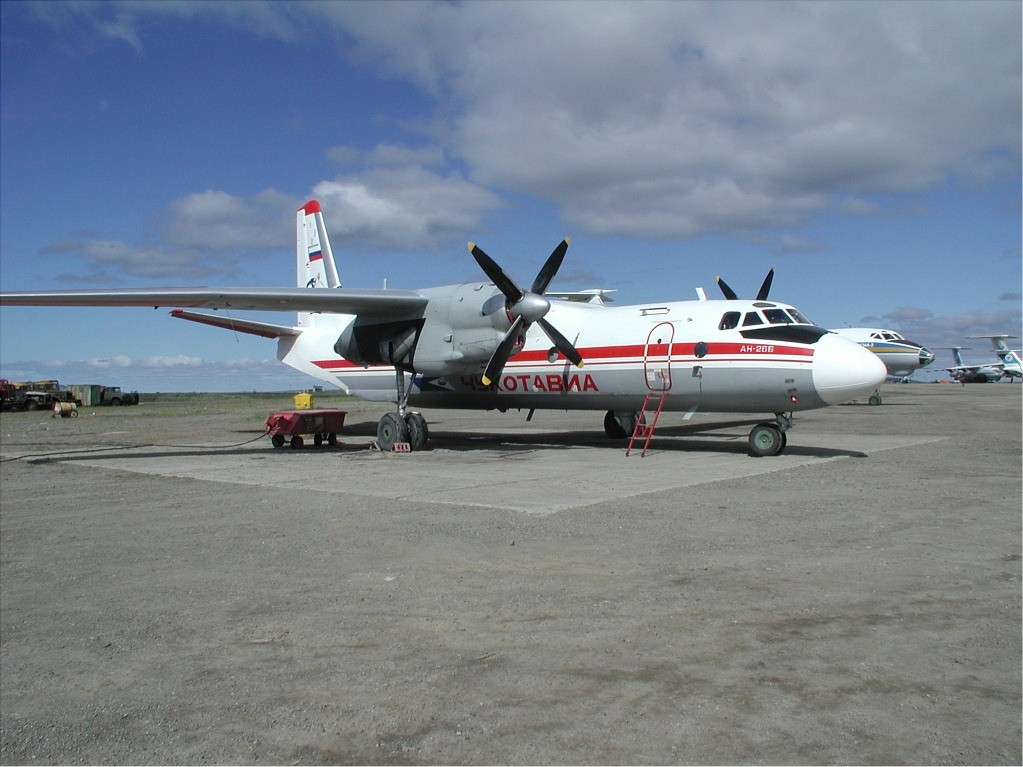
Antonov An-26 della russa Čukotavia.

All'agosto 2006 rimanevano in servizio operativo 267 esemplari di An-26. I maggiori operatori includono: Lao Airlines (6), Syrian Arab Airlines (6), Aerocom (5), ARP 410 Airlines (5), Air Urga (10), Exin (9), RAF-Avia (5), Turkmenistan Airlines (5), Iraero (7), Scorpion Air (6), Jakutavia (5) e Aerogaviota (18). Altre 106 compagnie aeree operano con un numero minore di esemplari.
 Bulgaria
- Scorpion Air

 Cuba
- Aerogaviota (18)
- Aero Caribbean(3)

 Danimarca
- SAS Cargo Group (1)

 Germania
- DHL Cargo (1)[8]

 Laos
- Lao Airlines (6)

 Lituania
- Aviavilsa (2 - LY-APK, LY-APN)

 Moldavia
- Aerocom (5)

 Mongolia
- MIAT Mongolian Airlines

 Russia
- Alrosa Mirnyj Air Enterprise (3)
- Angara Airlines (3)
- Artel' Staratelej Amur (2)
- Avialesochrana
- Chabarovsk Airlines (1)
- Dauria (2)
- IrAero (9)
- Ižavia (3)
- Jamal Airlines (1)
- Kirov Air Enterprise (1)
- KrasAvia (4)
- Lukiaviatrans (1)
- Saransk Air Enterprise (1)
- Petropavlovsk-Kamčatskij Air Enterprise (2)
- Polar Airlines (3)
- Pskovavia (4)
- Transavia-Garantia (5)
- UHCAS (2)
- UTair Cargo (4)
- Utair-Express (1)
- Tomsk Avia (2)
- Jakutavia (2)
- Čukotavia (3)

 Siria
- Syrian Arab Airlines (6)

 Turkmenistan
- Turkmenistan Airlines (5)

 Ungheria
- Cityline Hungary (4)

 Ucraina
- Air Urga (10)
- ARP 410 Airlines (5)
- Antonov Airlines (1)
- Ukraine Air Alliance

1 An-26 consegnato ed in servizio all'ottobre 2019.

### Militari
Fonte: Aerospace Source Book 2007
   Afghanistan

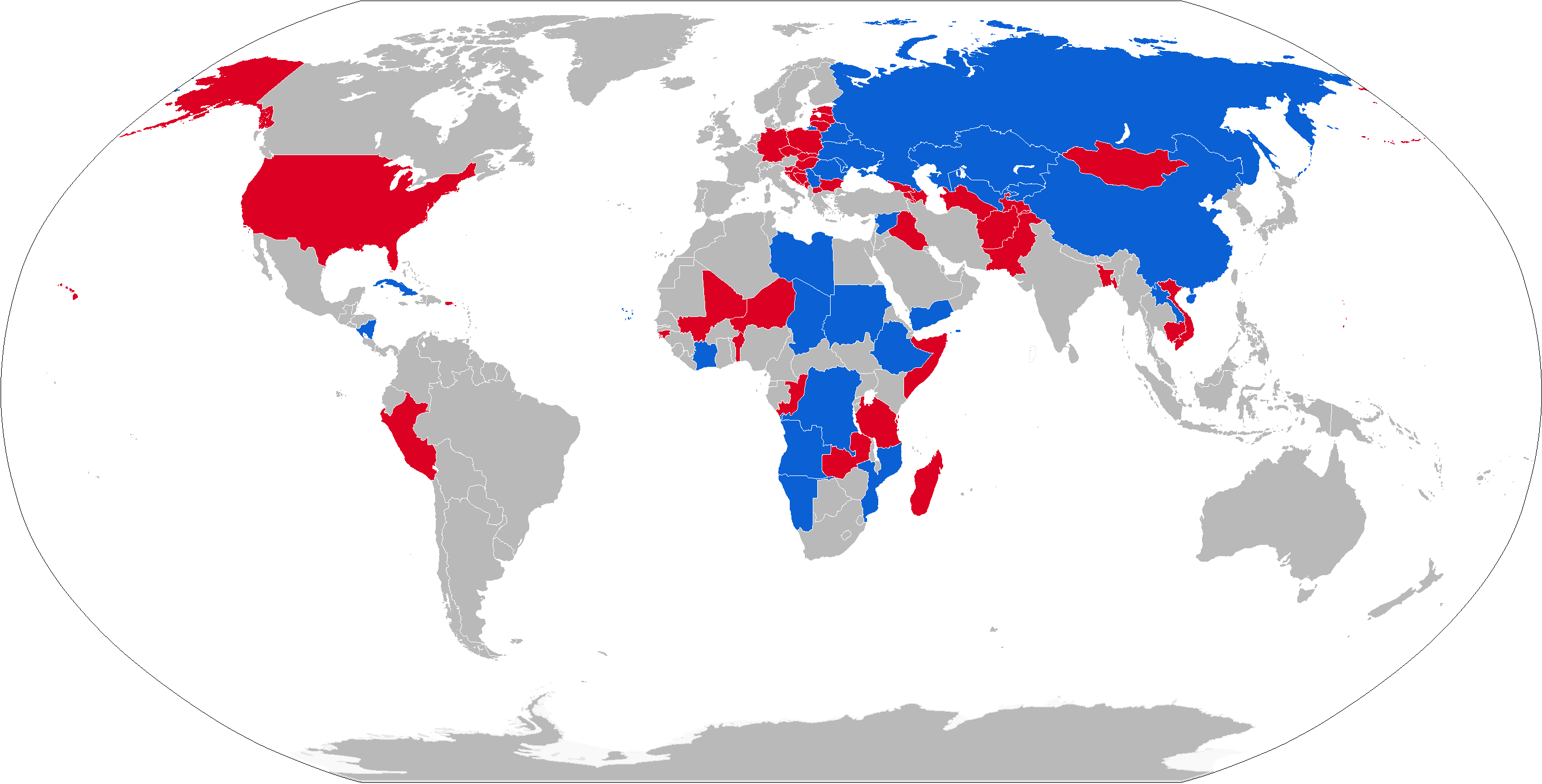
Operatori militari dell'An-26

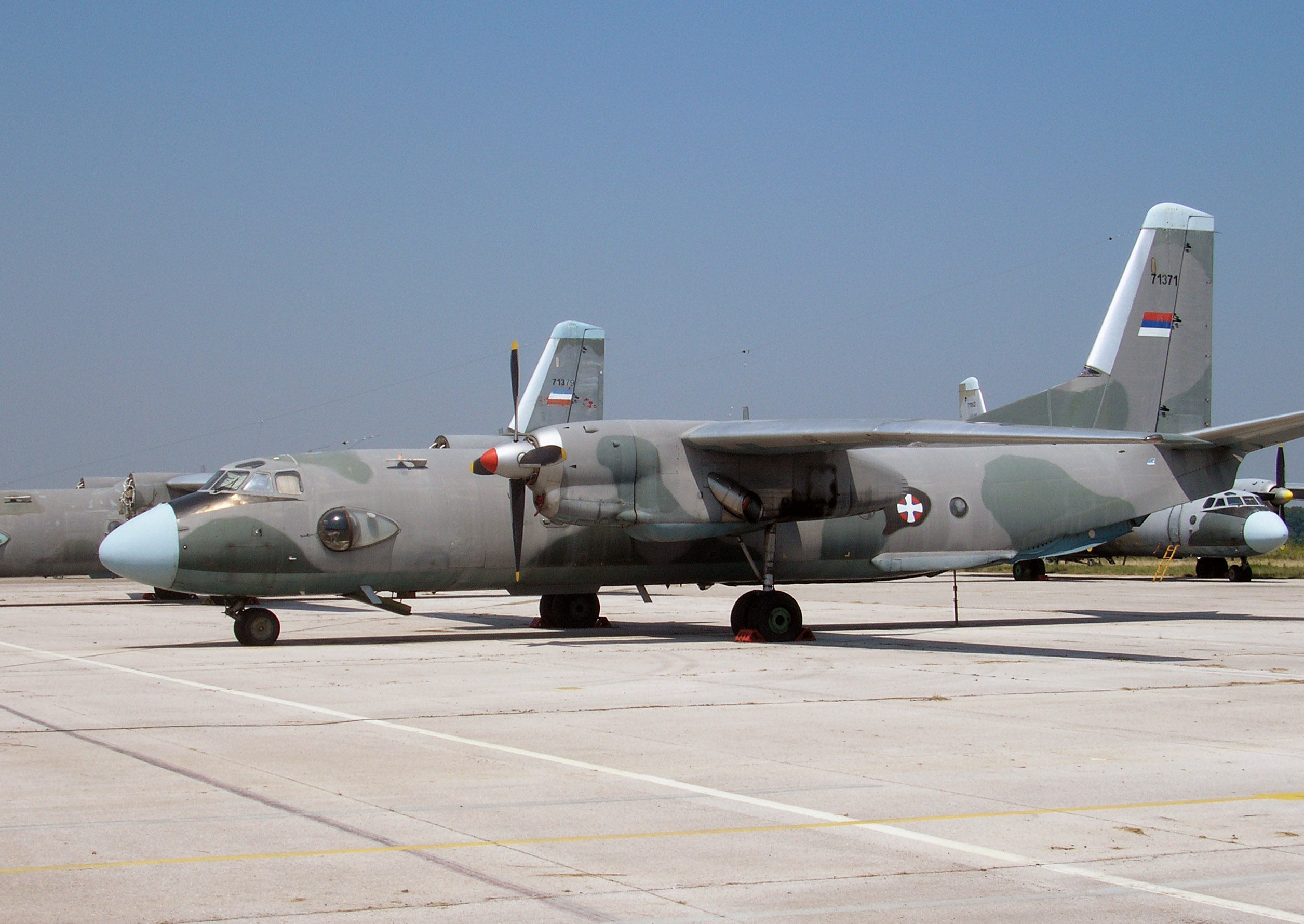
Un An-26B della serba Vazduhoplovstvo i PVO Vojske Srbije.

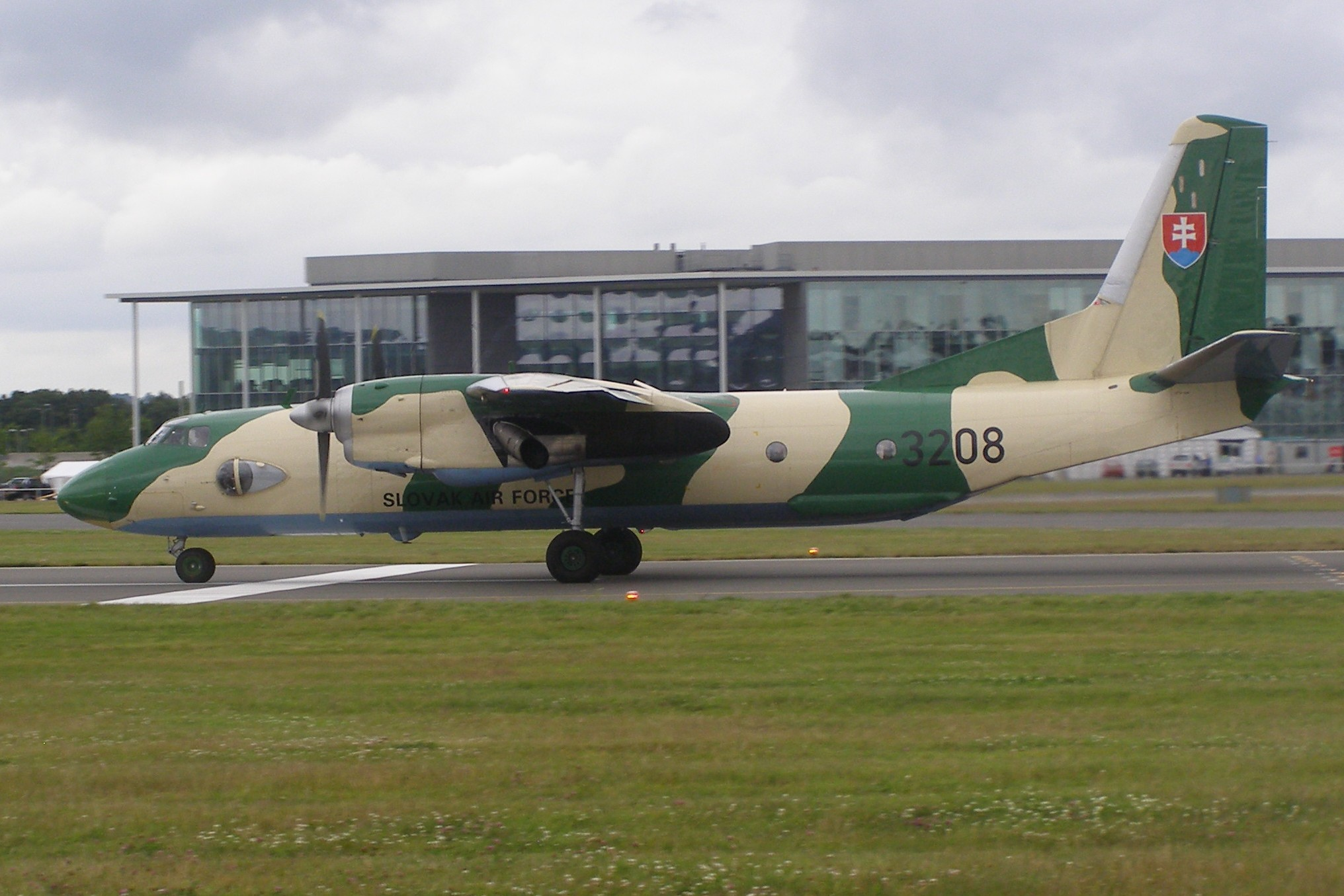
Un An-26 della slovacca Vzdušné sily Slovenskej republiky (numero di serie 3208) al Farnborough Airshow 2008.

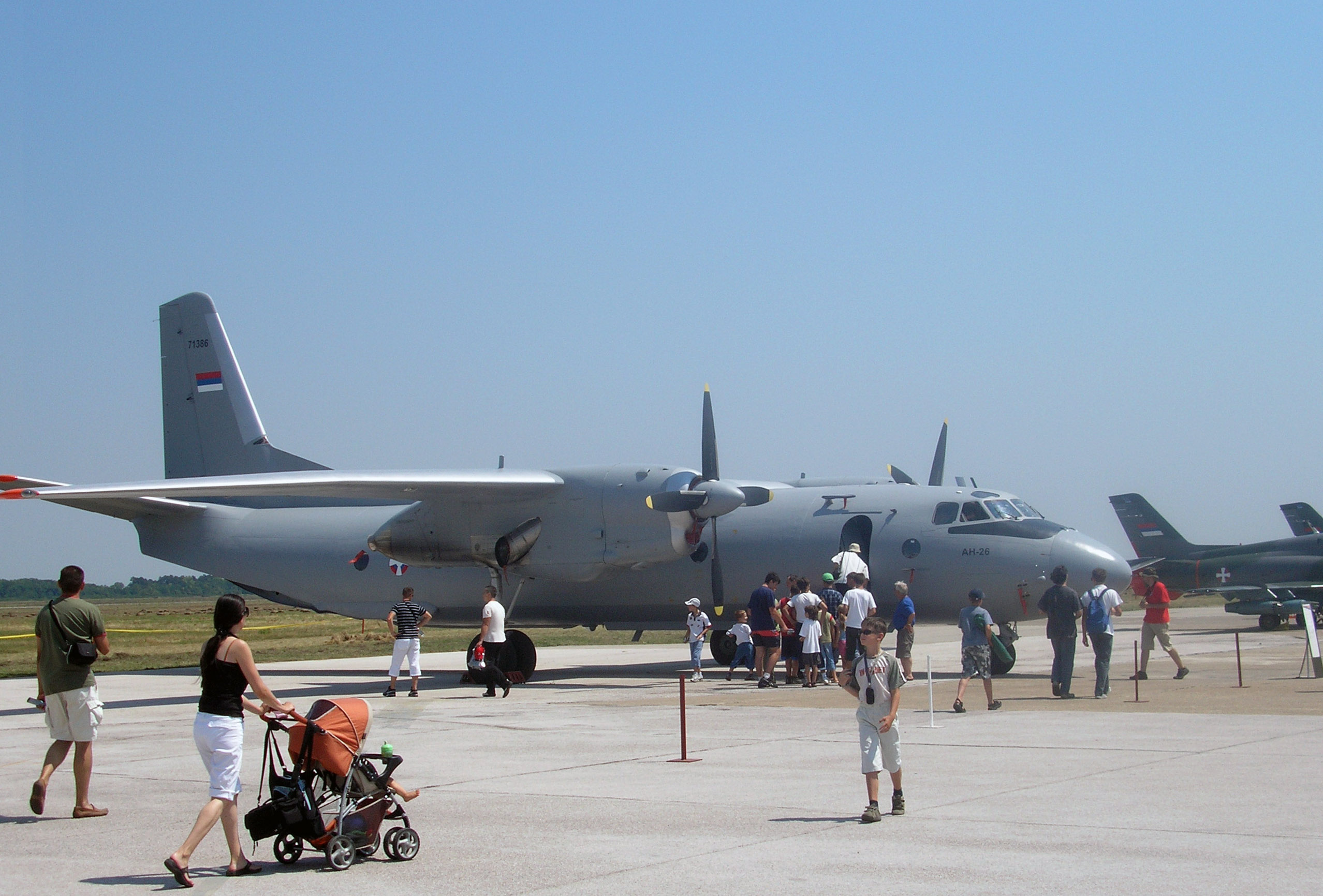
Un An-26B della serba Vazduhoplovstvo i PVO Vojske Srbije.

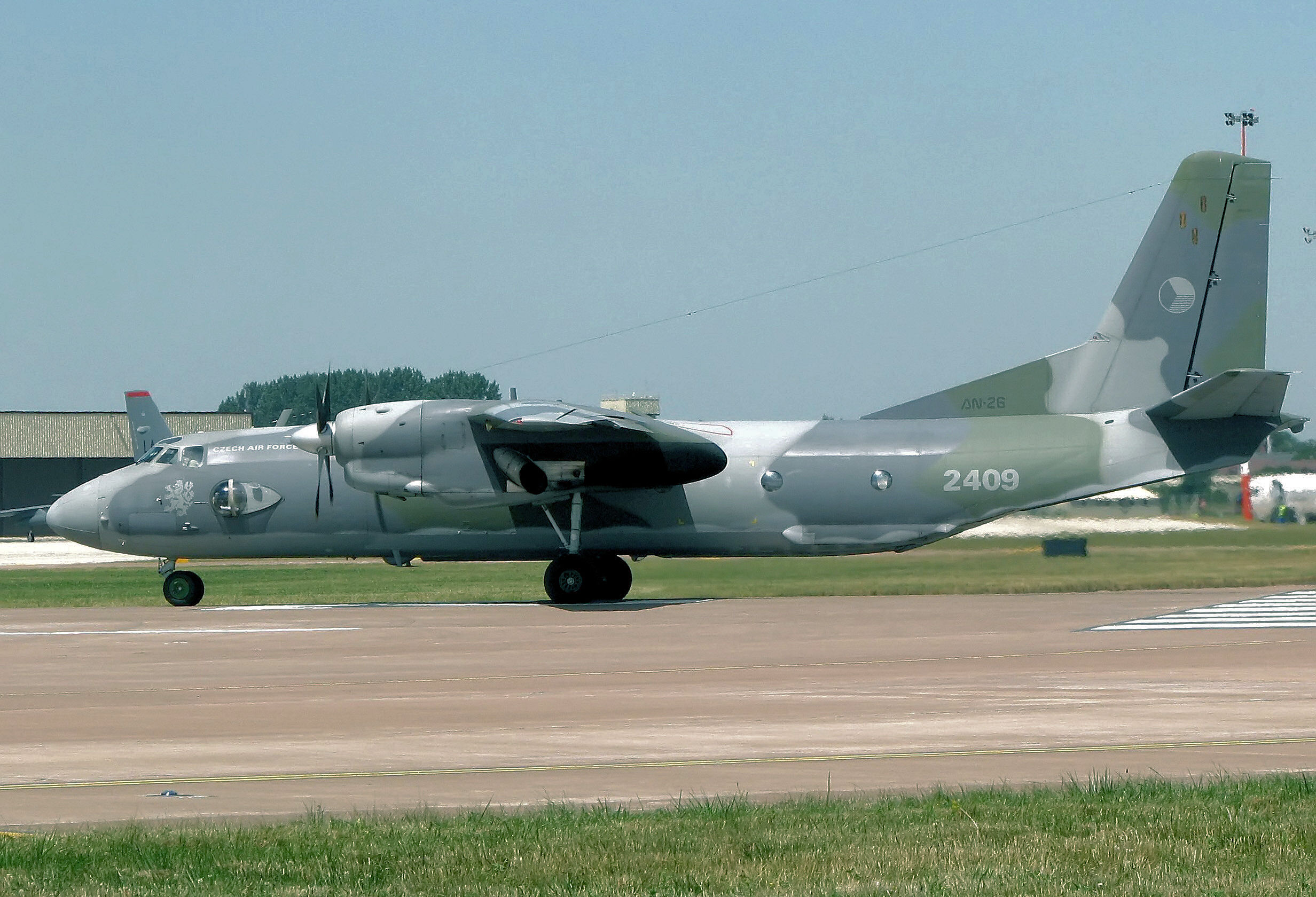
An-26 della ceca Vzdušné síly armády České republiky

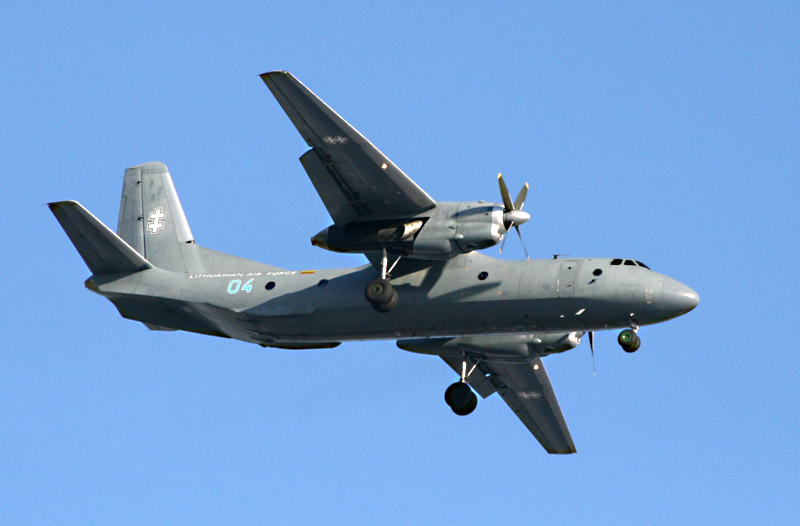
Un Antonov An-26 della lituana Karinės Oro Pajėgos.

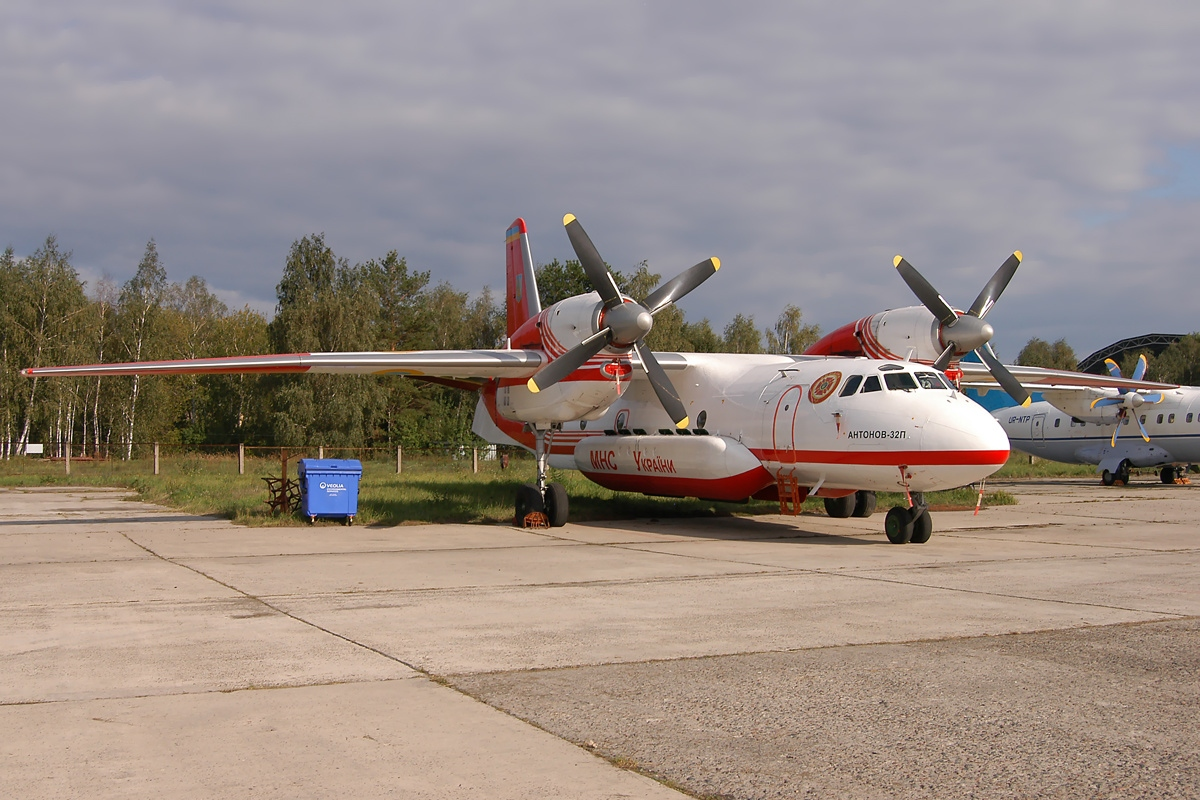
Un Antonov An-32P

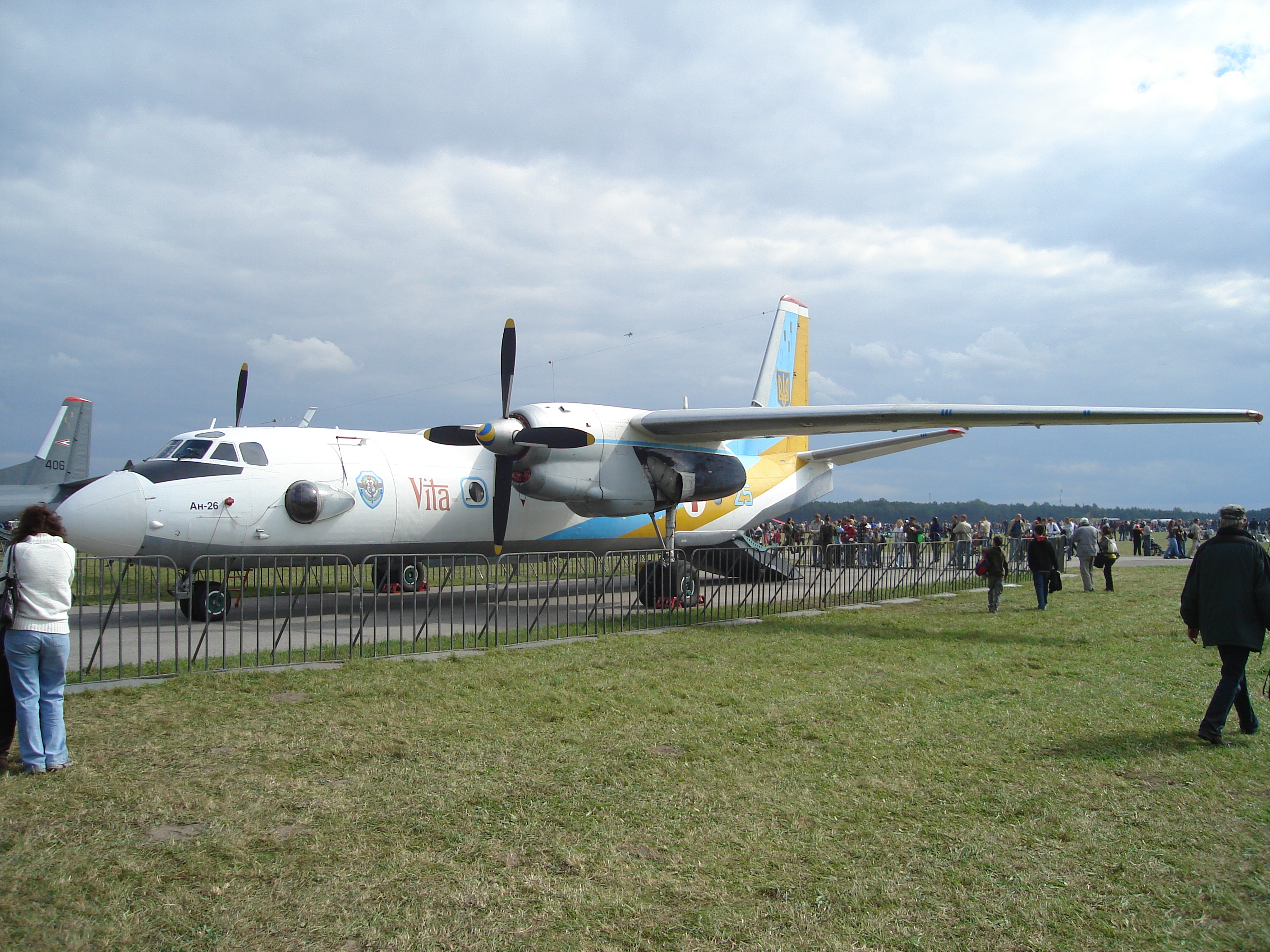
Antonov An-26 ucraino.

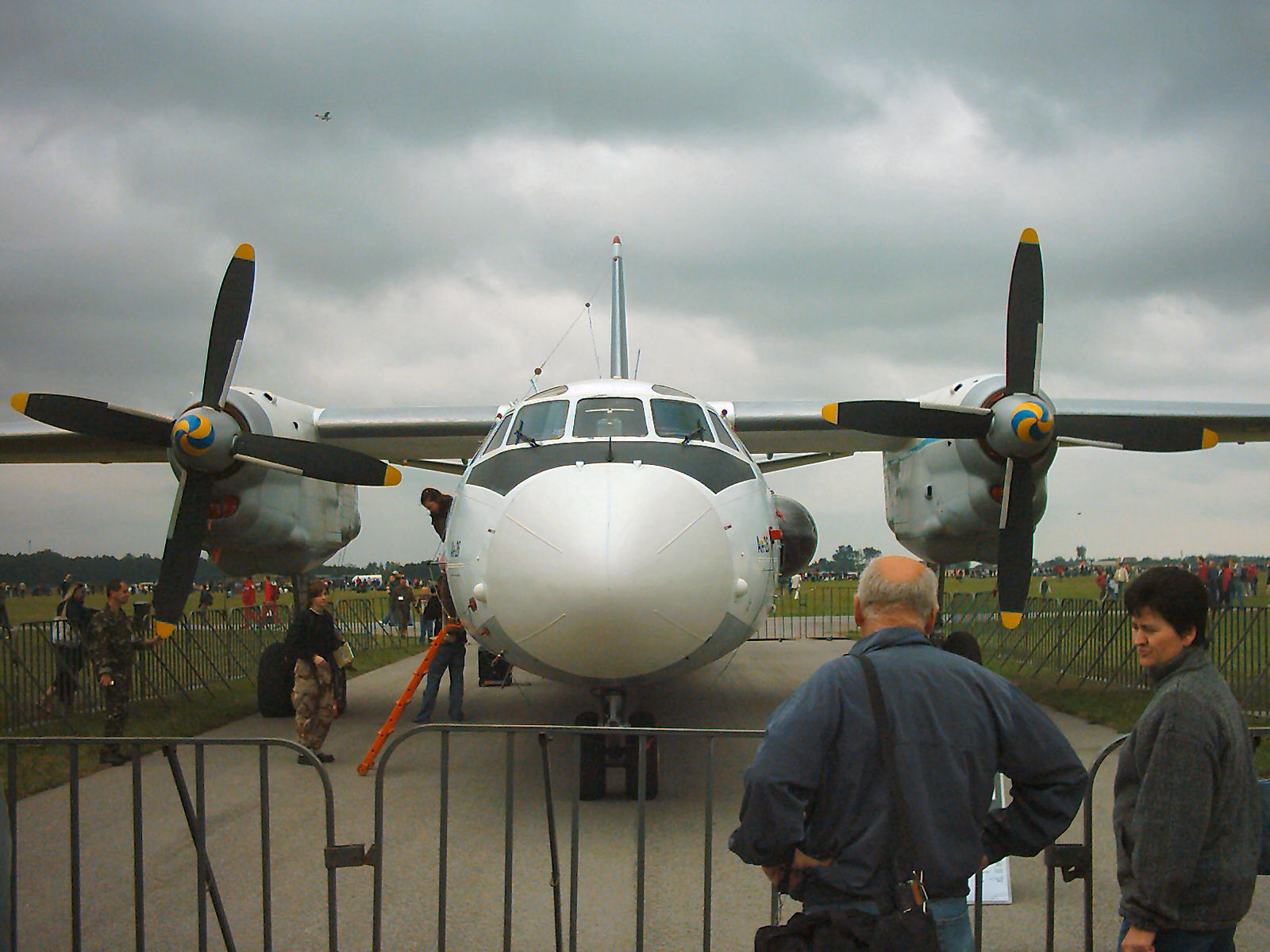
La vista frontale di An-26.

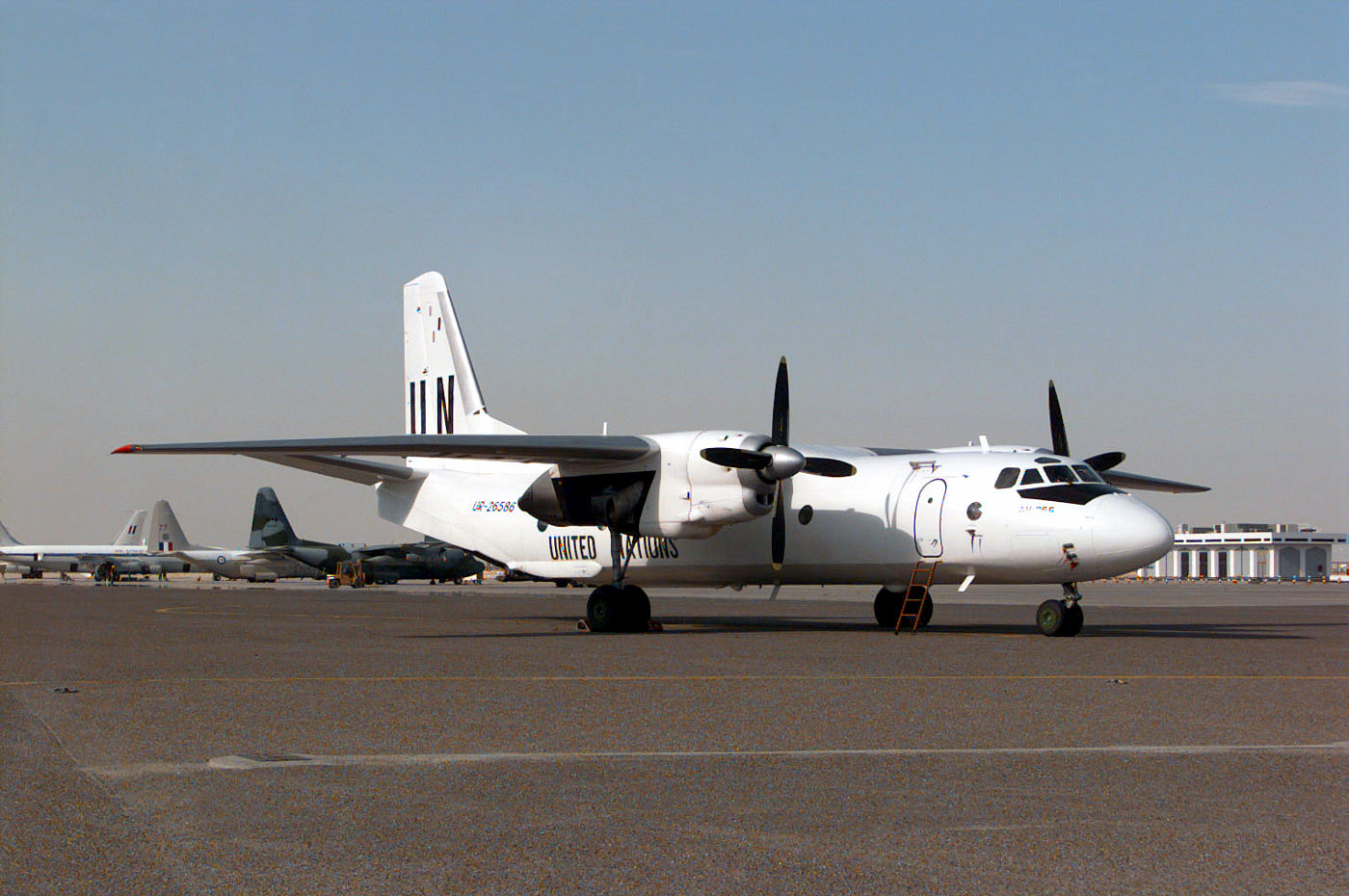
Antonov An-26B dell'ONU.

- Afghan Republic Air Force, Afghan Army Air Force, Afghan National Army Air Force

entrati in servizio nel 1975, gli ultimi esemplari sono stati dismessi nel 2011.
 Angola
- Força Aérea Popular de Angola y Defesa Aérea y Antiaérea

24 An-26 ricevuti tra il 1976 e il 1984.
 Bangladesh
- Bangladesh Biman Bahini

nessuno ancora operativo, tutti ritirati.
 Benin
- Force Aérienne Populaire de Benin

nessuno ancora operativo, tutti ritirati.
 Bielorussia
- Voenno-vozdušnye sily i vojska protivovozdušnoj oborony

9 An-26 ex sovietici ricevuti a partire dal 1992, 2 in servizio al novembre 2019.
 Bulgaria
- Bălgarski Voennovăzdušni sili

1 An-26 in servizio a tutto il dicembre del 2018.
 Cambogia
- Toap Akas Khemarak Phoumin

 Capo Verde
- Força Aérea Caboverdiana

3 consegnati, 2 operativi a dicembre 2017.
 Rep. Ceca
- Vzdušné síly armády České republiky

4
 Cecoslovacchia
- Češkoslovenske Vojenske Letectvo

nessuno ancora operativo, tutti ritirati.
 Ciad
- Force Aérienne Tchadienne

4 An-26 consegnati, 3 in servizio al maggio 2018.
 Cina
- Zhongguo Renmin Jiefangjun Kongjun

43 Y-7 da trasporto e 13 da addestramento in servizio al maggio 2018.
- Zhongguo Renmin Jiefangjun Haijun Hangkongbing

 Rep. del Congo
- Armée de l'Air du Congo

1
 RD del Congo
- Force Aérienne du Congo

3 An-26 consegnati, 2 in servizio al gennaio 2019, in quanto un esemplare è andato distrutto il 24 dicembre 2018.
 Corea del Nord
- Chosŏn Inmin Kun Konggun

nessuno ancora operativo, tutti ritirati.
 Costa d'Avorio
- Force Aérienne de la Côte d'Ivoire

2 An-26B consegnati e tutti in servizio al gennaio 2019.
 Cuba
- Defensa Anti-Aérea y Fuerza Aérea Revolucionaria

22 An-26 consegnati, 1 in servizio all'aprile 2019.
 Etiopia
- Ye Ithopya Ayer Hayl

1
 Germania
- Luftwaffe

nessuno ancora operativo, tutti ritirati.
 Germania Est
- Luftstreitkräfte und Luftverteidigung der Deutschen Demokratischen Republik

gli esemplari ancora operativi alla riunificazione delle due Germanie sono stati assorbiti dalla Luftwaffe fino al loro ritiro.
 Guinea-Bissau
- Força Aérea da Guiné-Bissau

nessuno ancora operativo, tutti ritirati.
 Iraq
- Al-Quwwat al-Jawwiyya al-'Iraqiyya

nessuno ancora operativo, tutti ritirati.
 Jugoslavia
- Jugoslovensko ratno vazduhoplovstvo i protivvazdušna odbrana

 Jugoslavia
- Ratno vazduhoplovstvo i PVO Vojske Jugoslavije

 Kazakistan
- Sil Vozdushnoy Oborony Respubliki Kazakhstan

7 An-26 consegnati.
 Kirghizistan
- Aeronautica militare del Kirghizistan

2 An-26 donati dalla Russia a fine 2017 ed in servizio al gennaio 2018.
 Laos
- Lao People's Liberation Army Air Force

3
 Libia
- Al-Quwwat al-Jawwiyya al-Libiyya

18 An-26 consegnati.
 Lituania
- Karinės Oro Pajėgos

3 esemplari di cui 2 rimarranno in servizio fino al 2009.
 Madagascar
- Armée de l'air Malgache - 4

 Mali
- Force aérienne de la République du Mali

1
 Moldavia
- Moldovan Air Force

1 An-26 consegnato.
 Mongolia
- Agaaryn Dovtolgoonoos Khamgaalakh Tsergiyn Komandlal

3 An-26 consegnati.
 Mozambico
- Força Aérea de Moçambique

10 An-26 ricevuti a partire dal 1978, dei quali sei risultavano abbandonati ed immagazzinati all'aperto a Maputo nel 2013, mentre due erano a Beira e uno a Cuamba. Un esemplare si è schiantato il 30 marzo 1986. Un An-26B di seconda mano revisionato in Ucraina consegnato.
 Namibia
- Namibian Air Force

1 An-26 Curl-A consegnato.
 Nicaragua
- Fuerza Aérea - Ejército de Nicaragua

3 An-26 in servizio nel 2018, più ulteriori 2 donati dalla Russia il 23 febbraio dello stesso anno. Con la consegna di ulteriori 3 An-26 a febbraio 2025, dovrebbero essere 7 gli esemplari in organico.
 Niger
- Armée de l'air du Niger

1
 Pakistan
- Pakistani Fida'iyye

nessuno ancora operativo, tutti ritirati.
 Perù
- Fuerza Aérea del Perú

 Polonia
- Wojska Lotnicze i Obrony Powietrznej

nessuno operativo, tutti ritirati, l'ultimo esemplare ha volato il 16 gennaio 2009
 Romania
- Forțele Aeriene Române

4
 Russia
- Voenno-vozdušnye sily Rossijskoj Federacii

9 An-26 e 21 An-26B
- Aviacija Voenno-Morskogo Flota

 Serbia
- Vazduhoplovstvo i PVO Vojske Srbije

4 in servizio al maggio 2018.
 Siria
- Al-Quwwat al-Jawwiyya al-'Arabiyya al-Suriyya

5
 Slovacchia
- Vzdušné sily Slovenskej republiky

2
 Stati Uniti
- United States Air Force

utilizzati dal 6th Special Operations Squadron
 Sudan
- Al-Quwwat al-Jawwiyya al-Sudaniyya

6 An-26B in servizio al luglio 2019.
 Sudan del Sud
- South Sudan Air Force

2 An-26B in servizio a tutto il dicembre 2020.
 Unione Sovietica
- Sovetskie Voenno-vozdušnye sily

alla dissoluzione dell'Unione Sovietica gli esemplari in servizio vennero suddivisi tra le nuove realtà nazionali create nel 1991.
- Aviacija Voenno-Morskogo Flota

alla dissoluzione dell'Unione Sovietica gli esemplari in servizio vennero presi in carico dalla nuova aviazione di Marina russa.
 Tanzania
- Jeshi la Anga la Wananchi wa Tanzania

 Ucraina
- Viys'kovo-Povitriani Syly Ukrayiny

22 An-26 in servizio all'aprile 2018.
- Aviatsiya Viys'kovo-Mors'kykh Syl

3
 Ungheria
- Magyar légierő

10 An-26 ricevuti, i primi sei dei quali a partire dal 1974, mentre ulteriori quattro aerei furono consegnati tra il 1975 e il 1976. Di questi, uno fu perso in un incidente il 6 dicembre 1982, e cinque ritirati dal servizio nel 1997. Un ulteriore An-26 acquistato dall'Ucraina nel 2004 per aumentare la capacità di trasporto aereo dell'aeronautica militare ungherese. Gli ultimi due An-26 sono stati ritirati dal servizio l'11 giugno 2020.
 Uzbekistan
- Uzbek Air and Air Defense Force

13
 Vietnam
- Không Quân Nhân Dân Việt Nam : 11[48]

 Yemen
- Al-Quwwat al-Jawwiyya al-Yamaniyya

26
 Zambia
- Zambian Air Force and Air Defence Command

4

## Incidenti
Secondo il sito della Rete di Sicurezza dell'Aviazione (dati aggiornati al maggio 2017). sono stati 116 incidenti con 845 morti
Due Antonov An-26 sono stati dirottati. Inoltre sono stati 32 incidenti criminali con 509 morti in seguito.
L'ultimo incidente con vittime di un An-26 è accaduto a nei pressi di San Cristóbal, a Cuba con un aereo dell'Aerogaviota (compagnia aerea istituita dall'esercito cubano e di proprietà del governo di Cuba) l'29 aprile 2017, causando 8 morti.
L'incidente più grave nel quale venne coinvolto un Antonov An-26 è accaduto in Etiopia, in Africa con un aereo che trasportava i soldati libici, cubani ed etiopi il 14 gennaio 1982. In seguito all'incidente morirono 73 persone.